# モニカ・ロバート
モニカ・ロバート（Monica Lovato、1977年12月12日 - ）は、アメリカ合衆国の女性プロボクサー、総合格闘家。ニューメキシコ州アルバカーキ出身。Fit NHB所属。

## 来歴
1999年に21歳でボクシングを始め、2004年にプロデビュー。
北米タイトル・IBAタイトルを獲得。13戦戦って1敗したのみという実力者であった。
しかし、2008年2月29日に北米王座を初防衛後、ボクシングを引退。試合の延期やキャンセルが多く試合枯れになりがちだった。
その後、トレーナーの勧めで総合格闘技に転向。
2009年1月30日、総合デビューをTKOで飾る。その後も勝ち星を重ね、5勝1敗とした。
2010年9月5日のパンクラスで初来日。WINDY智美と対戦も判定負け。

## 戦績
- ボクシング：13戦12勝（4KO）1敗
- 総合格闘技：7戦5勝2敗

## 獲得タイトル
ボクシング
- NABF女子北米スーパーフライ級王座
- IBA女子世界バンタム級王座